# IPAQ

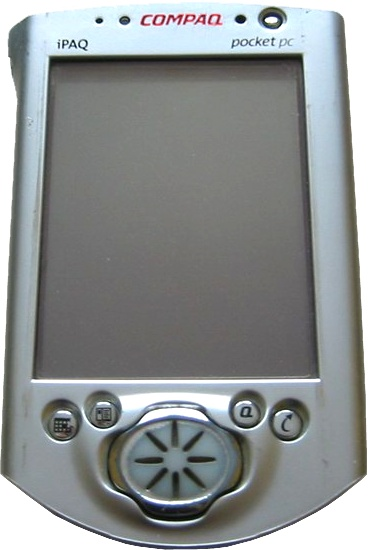
Compaq iPAQ 3630

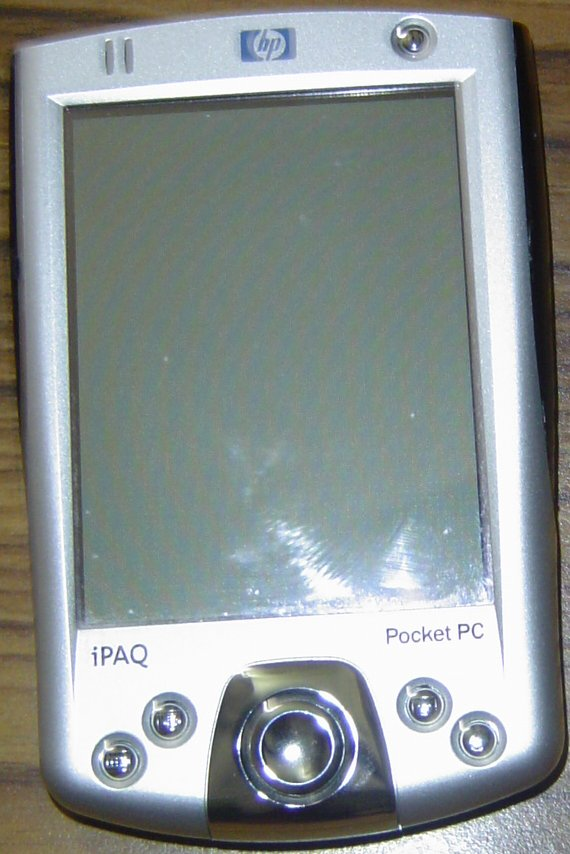
iPAQ z logo HP

iPAQ to Pocket PC (rodzaj palmtopa) po raz pierwszy wprowadzony przez Compaq w listopadzie 1999. Od przejęcia Compaq przez Hewlett Packard, produkt jest sprzedawany przez HP. 
Urządzenie to jest głównym konkurentem Palm Pilot, jednak posiada więcej możliwości multimedialnych i znajomy interfejs Microsoft Windows. Modele z wyższej półki są bardzo modularne, dostępne są do nich "plecki" (ang. "sleeve","jackets") które nasuwane na urządzenie dodają funkcjonalność typu odczytywanie kart pamięci, bezprzewodowa sieć, GPS.
Istnieje niezależna dystrybucja Familiar Linux, która obsługuje część modeli iPAQ.